# Tatobotys
Tatobotys là một chi bướm đêm thuộc họ Crambidae.

## Các loài
- Tatobotys africana (Ghesquière, 1942)
- Tatobotys albivenalis Hampson, 1897
- Tatobotys angustalis Caradja & Meyrick, 1933
- Tatobotys aurantialis Hampson, 1897
- Tatobotys biannulalis Walker, 1866
- Tatobotys depalpalis Strand, 1919
- Tatobotys janapalis (Walker, 1859)
- Tatobotys tanyscia West, 1931
- Tatobotys varanesalis (Walker, 1859)
- Tatobotys vibrata Meyrick, 1929

Các loài trước đây
- Tatobotys amoyalis Caradja, 1932
- Tatobotys picrogramma (Meyrick, 1886)